# ヤシン・ブヌ
ヤシン・ブヌ（Yassine Bounou, アラビア語: ياسين بونو、1991年4月5日 - ）は、カナダ・ケベック州モントリオール生まれ、モロッコ・カサブランカ育ちのモロッコのサッカー選手。サウジ・プロフェッショナルリーグ・アル・ヒラル所属。モロッコ代表。ポジションはGK。
ボノ（Bono）という愛称でも知られる。

## クラブ経歴
8歳の時からカサブランカのウィダード・カサブランカのユースチームに所属する。2010年にはトップチームへと昇格し、プロとしてのキャリアをスタートする。
2012年にはスペインのアトレティコ・マドリードBへ移籍し、2014年にサラゴサ へとローン移籍した後、2016年からはジローナに所属していた。
2019年にはセビージャFCへ移籍。同クラブでは、2019-20シーズン終盤に正GKトマーシュ・ヴァツリークが膝の怪我で離脱し出場機会を得ると、好パフォーマンスを見せ、レギュラーへと定着する。
翌2020-21シーズンも正GKとしてプレーし、33試合に出場した。2021年3月20日のレアル・バリャドリード戦で0-1で迎えた試合終了間際にプロ初ゴールを決め、1-1の引分けに持ち込んだ。
同シーズンはティボ・クルトゥワやヤン・オブラクらを抑えて、1試合あたりの平均失点がリーグ最少のGKに贈られるサモラ賞を受賞した。
2022-23シーズン、UEFAヨーロッパリーグ決勝のASローマ戦でのPK戦では、マンチーニのシュートをセーブするなどの活躍で優勝に貢献、この試合のプレーヤーオブザマッチに選出された。
2023-24シーズンの開幕前には、レアル・マドリードやFCバイエルン・ミュンヘンといった強豪からも関心を受けたが、8月17日にサウジ・プロフェッショナルリーグのアル・ヒラルへ完全移籍することが発表された。

## 代表経歴

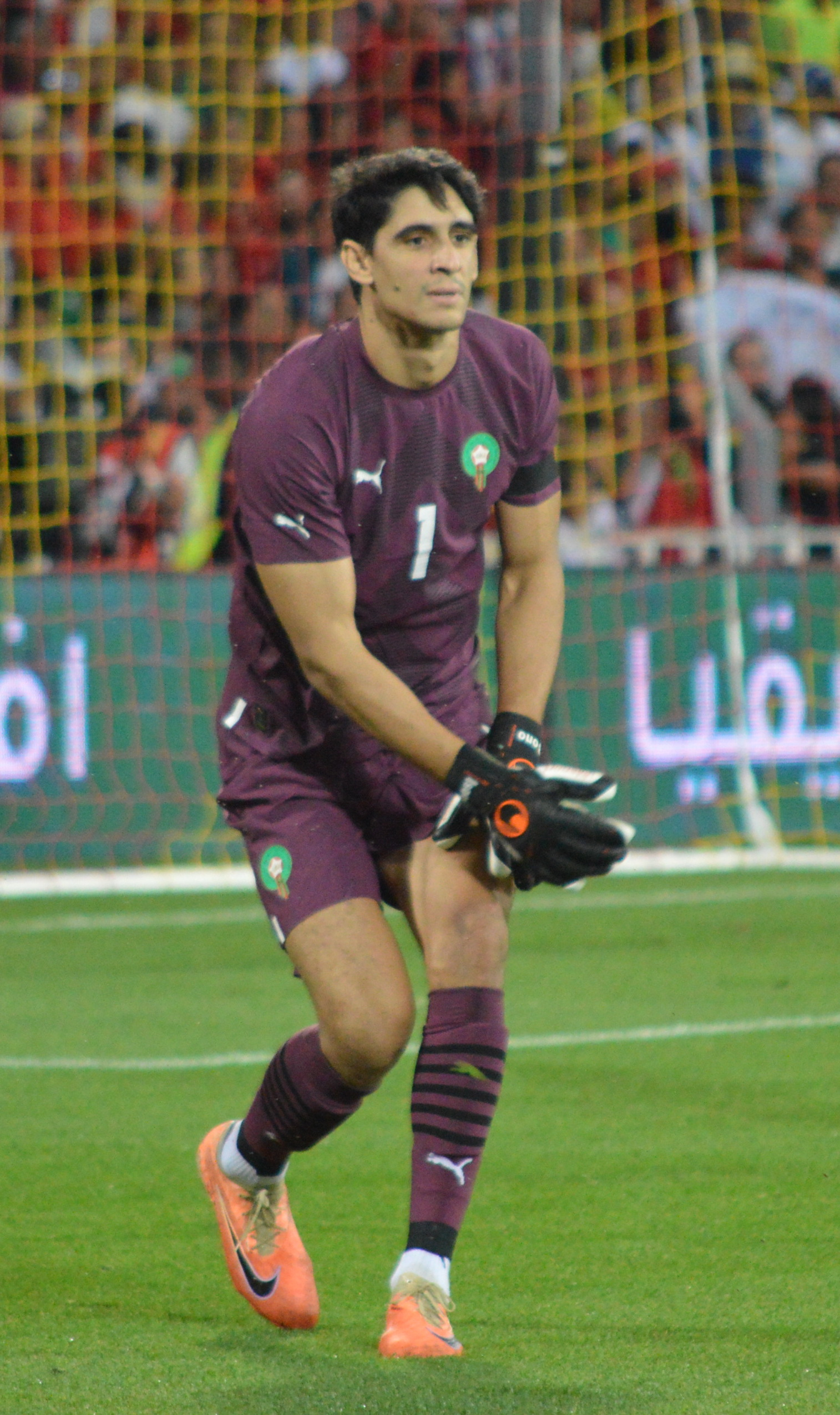
モロッコ代表でのブヌ（2023年）

モロッコ人の両親の元、カナダのケベック州モントリオールで生まれ、ブヌが2歳の時に家族でモロッコのカサブランカに移住するまでカナダにいたことからカナダ代表とモロッコ代表のいずれかを選択することが出来たが、最終的にはモロッコ代表でのプレーを選択した。
2012年ロンドンオリンピックにU23代表の一員として参加したが、ブヌの出番はなかった。
2013年8月14日、A代表初招集。翌日、タンジェで開催されたブルキナファソとの親善試合で後半から途中出場し初キャップを記録。試合には1-2で敗れた。
2018 FIFAワールドカップのメンバーに選ばれたものの、ムニル・モハンド・モハメディとのポジション争いに敗れ、ブヌの出番も無くチームはグループステージ敗退となった。
2022年11月10日、2022 FIFAワールドカップに向けたメンバーの1人に選出された。11月27日、グループステージ第2節ベルギーとの試合で試合開始前の国歌斉唱中に体調不良となりキックオフ直前に急遽欠場。第1節のクロアチア戦で怪我をしていたことを明かした。ラウンド16（1回戦）のスペイン戦は0-0で延長戦を終え、PK戦にもつれ込まれたが相手選手のキックを全てストップした。ワールドカップで無失点の試合後のPK戦で相手に成功を許さなかったのは2006年大会の16強スイス戦でウクライナのオレクサンドル・ショフコフスキーが達成して以来2人目である。準々決勝のポルトガル戦でも無失点勝利に貢献しアフリカ勢初のベスト4進出に貢献した。

## 代表歴

### 出場大会
- モロッコ代表
  - 2018 FIFAワールドカップ
  - 2022 FIFAワールドカップ

### 試合数
- 国際Aマッチ 59試合 0得点（2013年-）[13]

| モロッコ代表 | 国際Aマッチ | 国際Aマッチ |
| 年           | 出場        | 得点        |
| ------------ | ----------- | ----------- |
| 2013         | 1           | 0           |
| 2014         | 4           | 0           |
| 2015         | 1           | 0           |
| 2016         | 2           | 0           |
| 2017         | 2           | 0           |
| 2018         | 4           | 0           |
| 2019         | 10          | 0           |
| 2020         | 3           | 0           |
| 2021         | 8           | 0           |
| 2022         | 18          | 0           |
| 2023         | 6           | 0           |
| 2024         |             |             |
| 通算         | 59          | 0           |

## タイトル

### クラブ
ウィダード・カサブランカ
- ボトラ: 2009-10（英語版）

アトレティコ・マドリード
- スーペルコパ・デ・エスパーニャ: 2014（英語版）

セビージャ
- UEFAヨーロッパリーグ: 2019-20, 2022-23

### 個人
- サモラ賞: 2021-22

### 勲章
- モロッコ国家勲章（英語版） : 2022[14]